# Anthocharis thibetana
Anthocharis thibetana is een vlindersoort uit de familie van de Pieridae (witjes), onderfamilie Pierinae.
Anthocharis thibetana werd in 1886 beschreven door Oberthür.